# Hlevnica
Hlevnica es una localidad de Croacia situada en el municipio de Đurmanec, en el condado de Krapina-Zagorje. Según el censo de 2021, tiene una población de 227 habitantes.